# Milo Parker
Milo Parker (Londres, 1 de octubre de 2002) es un actor británico, conocido por interpretar el papel de Connor en Robot Overlords, de Roger Munro en Mr. Holmes, de Hugh Apiston en Miss Peregrine's Home for Peculiar Children y de Gerald Durrell en The Durrells.

## Carrera
Parker estudió en la Compañía de Youngblood e hizo su debut en la cinta de ciencia ficción independiente Robot Overlords, antes de protagonizar junto a Ian McKellen el largometraje Mr. Holmes, por la que ganó nominaciones al Premio de la Crítica Cinematográfica al mejor intérprete joven y al Premio Saturn en la misma categoría. En una entrevista para la revista The Lady, McKellen alabó la actuación de Parker, afirmando "Milo tenía un espíritu joven. No sentía miedo de la cámara y hacía todo lo que el director le pedía".

## Filmografía

### Cine
| Año  | Título                                      | Papel              | Notas        |
| ---- | ------------------------------------------- | ------------------ | ------------ |
| 2014 | Robot Overlords                             | Connor             |              |
| 2015 | Mr. Holmes                                  | Roger Munro        |              |
| 2015 | Ghosthunters on Icy Trails                  | Tom Thompson       |              |
| 2016 | Dear Albion                                 | Boy                | Cortometraje |
| 2016 | Miss Peregrine's Home for Peculiar Children | Hugh Apiston       |              |
| 2017 | McKellen: Playing the Part                  | Joven Ian McKellen | Documental   |
| 2023 | Midas Man                                   | Alistair Taylor    |              |

### Televisión
| Año       | Título       | Papel          | Notas             |
| --------- | ------------ | -------------- | ----------------- |
| 2016–2019 | The Durrells | Gerald Durrell | Reparto principal |